# John Guillermin
Pour les articles homonymes, voir Guillermin.
John Guillermin, né le 11 novembre 1925 à Londres, en Angleterre (Royaume-Uni), et mort le 27 septembre 2015 à Topanga, en Californie (États-Unis), est un réalisateur, producteur et scénariste franco-britannique.

## Biographie
Les parents de John Guillermin, Joseph et Geneviève, étaient français. Joseph Guillermin a travaillé dans l'industrie du parfum. « I have a British passport but actually I'm a bloody Frog » (« J'ai un passeport britannique mais en fait je suis une putain de Grenouille » — surnom donné aux Français par les Anglais), a déclaré Guillermin.
Ayant débuté dans les séries B à la qualité variable, il se fit une réputation en réalisant trois super-productions américaines et britannique dans les années 1970 : La Tour infernale (1974), une reprise de King Kong (1976) et Mort sur le Nil en (1978). Mais, à partir des années 1980, son succès est bien moindre. Ses derniers films sont à petit budget ou des téléfilms.

## Filmographie
- 1949 : High Jinks in Society
- 1950 : Torment
- 1951 : The Smart Aleck
- 1951 : Two on the Tiles
- 1951 : Four Days
- 1952 : Miss Robin Hood
- 1952 : Chanson de Paris (Song of Paris)
- 1953 : Operation Diplomat
- 1954 : The Crowded Day (en)
- 1955 : Tormenta
- 1956 : Tempête des passions (en) (Thunderstorm)
- 1957 : Traqué par Scotland Yard (Town on Trial)
- 1958 : Adventure in the Hopfields
- 1958 : Le crime était signé (en) (The Whole Truth)
- 1958 : Contre-espionnage à Gibraltar (I Was Monty's Double)
- 1959 : La Plus Grande Aventure de Tarzan (Tarzan's Greatest Adventure)
- 1960 : Le Jour où l'on dévalisa la banque d'Angleterre (The Day They Robbed the Bank of England)
- 1960 : Quand gronde la colère (Never Let Go)
- 1962 : Les Femmes du général (Waltz of the Toreadors)
- 1962 : Tarzan aux Indes (Tarzan Goes to India)
- 1964 : Les Canons de Batasi (Guns at Batasi)
- 1965 : La Fleur de l'âge (Rapture)
- 1966 : Le Crépuscule des aigles (The Blue Max)
- 1968 : Syndicat du meurtre (P.J.)
- 1968 : Un cri dans l'ombre (House of Cards)
- 1969 : Le Pont de Remagen (The Bridge at Remagen)
- 1970 : El Condor
- 1972 : Alerte à la bombe (Skyjacked)
- 1973 : Shaft contre les trafiquants d'hommes (Shaft in Africa)
- 1974 : La Tour infernale (The Towering Inferno)
- 1976 : King Kong
- 1978 : Mort sur le Nil (Death on the Nile)
- 1980 : Mr. Patman
- 1984 : Sheena, reine de la jungle (Sheena)
- 1986 : King Kong 2 (King Kong Lives)
- 1988 : Poursuite en Arizona (The Tracker), téléfilm

## Distinctions

### Récompenses
- Kinema Junpō Awards 1976 : meilleur film étranger pour La Tour infernale (partagé avec Irwin Allen)
- Evening Standard British Film Awards 1980 : meilleur film pour Mort sur le Nil

### Nominations
- Razzie Awards : pire réalisateur pour Sheena, reine de la jungle
- Fantasporto 1988 : meilleur film pour King Kong 2